# Espoo
Espoo (svédül: Esbo) település Finnország déli partján, közel Helsinkihez, amellyel keleten közös határuk van. Területe 528 km². Vantaával is egybeépült, ez a települést északon határolja. Vele és Kauniainennel a fővárosi területhez tartozik, s ez a terület második legnépesebb városa. Lakossága 274 583 fő (2016). A város egyik temploma a 15. században épült.
Espoo a következő területekre van felosztva: Espoon keskus, Tapiola, Espoonlahti, Kalajärvi, Kauklahti, Leppävaara, Matinkylä és Olari.

## Nevezetességek
Több más nemzetközi céghez hasonlóan a Nokia és a Nokia Siemens Networks telekommunikációs vállalatoknak is itt van a székhelye.
Itt született Jussi Sydänmaa, Leena Peisa, JJ Lehto, Kimi Räikkönen, Laura Lepistö, Aki Hakala (The Rasmus), valamint a Children of Bodom és a Lordi nevű zenekar is ebből a városból származik, továbbá itt született Leena Johanna "Jonsu" Salomaa is, az Indica énekesnője[forrás?].

## Testvérvárosok
- Kristianstad
- Køge
- Kongsberg
- Sauðárkrókur
- Gatcsina
- Szocsi
- Esztergom
- Sanghaj
- Irving
- Nőmme